# Philogenia iquita
Philogenia iquita là loài chuồn chuồn trong họ Megapodagrionidae. Loài này được Dunkle mô tả khoa học đầu tiên năm 1990.